# Bānda
Bānda é uma cidade a sul do estado Uttar Pradesh, no norte da Índia perto do rio Ken.